# Flecha Valona de 2016
A 80.ª edição da clássica ciclista Flecha Valona celebrou-se na Bélgica a 20 de abril de 2016 sobre um percurso de 196 quilómetros.
A corrida, além de ser a segunda clássica das Ardenas, fez parte do UCI WorldTour de 2016, sendo a duo-décima competição do calendário de máxima categoria mundial.
A corrida foi vencida pelo corredor espanhol Alejandro Valverde da equipa Movistar Team, em segundo lugar Julian Alaphilippe (Etixx-Quick Step) e em terceiro lugar Daniel Martin (Etixx-Quick Step).

## Percorrido
O percurso é similar à edição anterior. Começa no município francófono de Marche-en-Famenne, em Bélgica, segue um percurso com 12 cotas e finaliza no tradicional Muro de Huy.
| 1  | Côte de Bellaire             | 1000 | 6,3 % | 67    |
| 2  | Côte de Bohissau             | 1300 | 7,6 % | 74    |
| 3  | Côte de Solières             | 4300 | 4 %   | 87    |
| 4  | Muro de Huy (1.ª passo)      | 1300 | 9,6 % | 101   |
| 5  | Côte d'Ereffe                | 2100 | 5 %   | 114   |
| 6  | Côte de Bellaire (2.ª passo) | 1000 | 6,3 % | 133   |
| 7  | Côte de Bohissau             | 1300 | 7,6 % | 140   |
| 8  | Côte de Solières             | 4300 | 4 %   | 153   |
| 9  | Muro de Huy (2.ª passo)      | 1300 | 9,6 % | 167   |
| 10 | Côte d'Ereffe                | 2100 | 5 %   | 180   |
| 11 | Côte de Cherave              | 1300 | 8,1 % | 190,5 |
| 12 | Muro de Huy (3.ª passo)      | 1300 | 9,6 % | 196   |

## Equipas participantes
Tomaram parte na corrida 25 equipas: os 18 UCI ProTeam (ao ter assegurada e ser obrigatória sua participação), mais 7 equipas Profissionais Continentais convidados pela organização. A cada formação esteve integrada por 8 ciclistas, formando assim um pelotão de 200 corredores (o máximo permitido em corridas ciclistas).
| Equipa                       | Cód. UCI | Categoria                |
| ---------------------------- | -------- | ------------------------ |
| AG2R La Mondiale             | ALM      | UCI ProTeam              |
| Astana Pro Team              | AST      | UCI ProTeam              |
| BMC Racing Team              | BMC      | UCI ProTeam              |
| Cannondale                   | CPT      | UCI ProTeam              |
| Dimension Data               | DDD      | UCI ProTeam              |
| Etixx-Quick Step             | EQS      | UCI ProTeam              |
| FDJ                          | FDJ      | UCI ProTeam              |
| IAM Cycling                  | IAM      | UCI ProTeam              |
| Lampre-Merida                | LAM      | UCI ProTeam              |
| Lotto Soudal                 | LTS      | UCI ProTeam              |
| Movistar Team                | MOV      | UCI ProTeam              |
| Orica GreenEDGE              | OGE      | UCI ProTeam              |
| Team Giant-Alpecin           | TGA      | UCI ProTeam              |
| Team Katusha                 | KAT      | UCI ProTeam              |
| Team LottoNL-Jumbo           | TLJ      | UCI ProTeam              |
| Team Sky                     | SKY      | UCI ProTeam              |
| Tinkoff                      | TNK      | UCI ProTeam              |
| Trek-Segafredo               | TFS      | UCI ProTeam              |
| Cofidis, Solutions Crédits   | COF      | Profissional Continental |
| Delko Marseille Provence KTM | DMP      | Profissional Continental |
| Fortuneo-Vital Concept       | FVC      | Profissional Continental |
| Roompot Oranje Peloton       | ROP      | Profissional Continental |
| Stölting Service Group       | SSG      | Profissional Continental |
| Topsport Vlaanderen-Baloise  | TSV      | Profissional Continental |
| Wanty-Groupe Gobert          | WGG      | Profissional Continental |

## Classificação final
- As classificações finalizaram da seguinte forma:[5]

| Posição | Ciclista             | Equipa              | Tempo         |
| ------- | -------------------- | ------------------- | ------------- |
| 1.º     | Alejandro Valverde   | Movistar            | 4h 43 min 57s |
| 2.º     | Julian Alaphilippe   | Etixx-Quick Step    | m.t.          |
| 3.º     | Daniel Martin        | Etixx-Quick Step    | m.t.          |
| 4.º     | Wout Poels           | Sky                 | a 4 s         |
| 5.º     | Enrico Gasparotto    | Wanty-Groupe Gobert | a 5 s         |
| 6.º     | Samuel Sánchez       | BMC Racing          | m.t           |
| 7.º     | Michael Albasini     | Orica GreenEDGE     | m.t           |
| 8.º     | Diego Ulissi         | Lampre-Merida       | m.t           |
| 9.º     | Warren Barguil       | Team Giant-Alpecin  | m.t           |
| 10.º    | Rui Costa (ciclista) | Lampre-Merida       | m.t           |

| 11.º | Roman Kreuziger     | Tinkoff                    | m.t    |
| 12.º | Michael Woods       | Cannondale                 | m.t    |
| 13.º | Wilco Kelderman     | LottoNL-Jumbo              | m.t    |
| 14.º | Julien Simon        | Cofidis, Solutions Crédits | a 12 s |
| 15.º | Bert-Jan Lindeman   | LottoNL-Jumbo              | a 14 s |
| 16.º | Arnold Jeannesson   | Cofidis, Solutions Crédits | m.t    |
| 17.º | Rudy Molard         | Cofidis, Solutions Crédits | m.t    |
| 18.º | Jelle Vanendert     | Lotto Soudal               | a 17 s |
| 19.º | Pierre-Roger Latour | AG2R La Mondiale           | m.t    |
| 20.º | Diego Rosa          | Astana                     | m.t    |

## UCI World Tour
A Flecha Valona outorga pontos para o UCI WorldTour de 2016, para corredores de equipas nas categorias UCI ProTeam, Profissional Continental e Equipas Continentais. A seguinte tabela corresponde ao barómetro de pontuação:
| Posição   | 1.º | 2.º | 3.º | 4.º | 5.º | 6.º | 7.º | 8.º | 9.º | 10.º |
| Pontuação | 80  | 60  | 50  | 40  | 30  | 22  | 14  | 10  | 6   | 2    |

| Posição | Ciclista             | Equipa              | Pontos |
| ------- | -------------------- | ------------------- | ------ |
| 1.º     | Alejandro Valverde   | Movistar Team       | 80     |
| 2.º     | Julian Alaphilippe   | Etixx-Quick Step    | 60     |
| 3.º     | Daniel Martin        | Etixx-Quick Step    | 50     |
| 4.º     | Wout Poels           | Team Sky            | 40     |
| 5.º     | Enrico Gasparotto    | Wanty-Groupe Gobert | 30     |
| 6.º     | Samuel Sánchez       | BMC Racing Team     | 22     |
| 7.º     | Michael Albasini     | Orica GreenEDGE     | 14     |
| 8.º     | Diego Ulissi         | Lampre-Merida       | 10     |
| 9.º     | Warren Barguil       | Team Giant-Alpecin  | 6      |
| 10.º    | Rui Costa (ciclista) | Lampre-Merida       | 2      |

Ademais, também outorgou pontos para o UCI World Ranking (classificação global de todas as corridas internacionais).
| Posição   | 1.º | 2.º | 3.º | 4.º | 5.º | 6.º | 7.º | 8.º | 9.º | 10.º |
| Pontuação | 400 | 320 | 260 | 220 | 180 | 140 | 120 | 100 | 80  | 68   |

| Posição | Ciclista             | Equipa              | Pontos |
| ------- | -------------------- | ------------------- | ------ |
| 1.º     | Alejandro Valverde   | Movistar Team       | 400    |
| 2.º     | Julian Alaphilippe   | Etixx-Quick Step    | 320    |
| 3.º     | Daniel Martin        | Etixx-Quick Step    | 260    |
| 4.º     | Wout Poels           | Team Sky            | 220    |
| 5.º     | Enrico Gasparotto    | Wanty-Groupe Gobert | 180    |
| 6.º     | Samuel Sánchez       | BMC Racing Team     | 140    |
| 7.º     | Michael Albasini     | Orica GreenEDGE     | 120    |
| 8.º     | Diego Ulissi         | Lampre-Merida       | 100    |
| 9.º     | Warren Barguil       | Team Giant-Alpecin  | 80     |
| 10.º    | Rui Costa (ciclista) | Lampre-Merida       | 68     |